# ミゲル・フエンテス
ミゲル・フエンテス（Miguel Fuentes Azpiroz、1964年8月6日 - ）は、スペイン・出身の元同国代表サッカー選手（ディフェンダー）。
レアル・ソシエダのカンテラで育ち、選手生活のほぼすべてを同クラブでプレー。
引退後の2005年からはレアルの会長に就任し、若き会長として牽引した。しかし、ホセ・ルイス・アスティアサラン前会長が残した多大な負債のため、経営は上手くいかずクラブの消滅さえ囁かれた。2007年6月にセグンダ（2部）降格が決定的になると共に会長職を辞した。